# Ghostbusters: Frozen Empire
Ghostbusters: Frozen Empire är en amerikansk fantasy-komedifilm från 2024. Den är regisserad av Gil Kenan, som även skrev manus tillsammans med Jason Reitman. Filmen är uppföljaren till Ghostbusters: Afterlife från 2021 och den femte filmen i Ghostbusters-franchisen.
Filmen hade biopremiär i Sverige den 3 april 2024, utgiven av Sony Pictures Releasing.

## Rollista (i urval)
- Finn Wolfhard – Trevor Spengler
- Paul Rudd – Gary Grooberson
- Mckenna Grace – Phoebe Spengler
- Carrie Coon – Callie Spengler
- Emily Alyn Lind – Melody
- Patton Oswalt – Hubert
- Celeste O'Connor – Lucky Domingo
- Dan Aykroyd – Dr. Raymond "Ray" Stantz
- Ernie Hudson – Dr. Winston Zeddemore
- Annie Potts – Janine Melnitz
- Bill Murray – Dr. Peter Venkman
- William Atherton – Walter Peck

## Produktion
Filminspelningarna påbörjades den 20 mars 2023 i London under arbetstiteln Firehouse. Filmen blev färdiginspelad den 23 juni samma år.